# Beaumetz-lès-Cambrai
Pour les articles homonymes, voir Beaumetz (homonymie).
Beaumetz-lès-Cambrai [bome lɛ kɑ̃bʁɛ] est une commune française située dans le département du Pas-de-Calais en région Hauts-de-France. Ses habitants sont appelés les Bellimansois. La commune est membre de la communauté de communes du Sud-Artois.

## Géographie

### Localisation
Localisée dans le sud-est du département du Pas-de-Calais et limitrophe du département du Nord, Beaumetz-lès-Cambrai est une commune située 10 km au nord-est de la commune de Bapaume, à 18 km au sud-ouest de la commune de Cambrai et à 24 km au sud-est de la commune d’Arras (chef-lieu d'arrondissement et préfecture du Pas-de-Calais).
Le territoire de la commune est limitrophe de ceux de dix communes, dont une, Doignies, dans le département du Nord.
Les communes limitrophes sont Lagnicourt-Marcel, Lebucquière, Morchies, Pronville-en-Artois, Quéant, Vélu, Doignies, Bertincourt, Beugny et Hermies.

### Géologie et relief
La superficie de la commune est de 9,91 km2 ; son altitude varie de 79  à   123 mètres.

### Hydrographie
Le territoire de la commune est situé dans le bassin Artois-Picardie. Elle n'est drainée par aucun cours d'eau,.

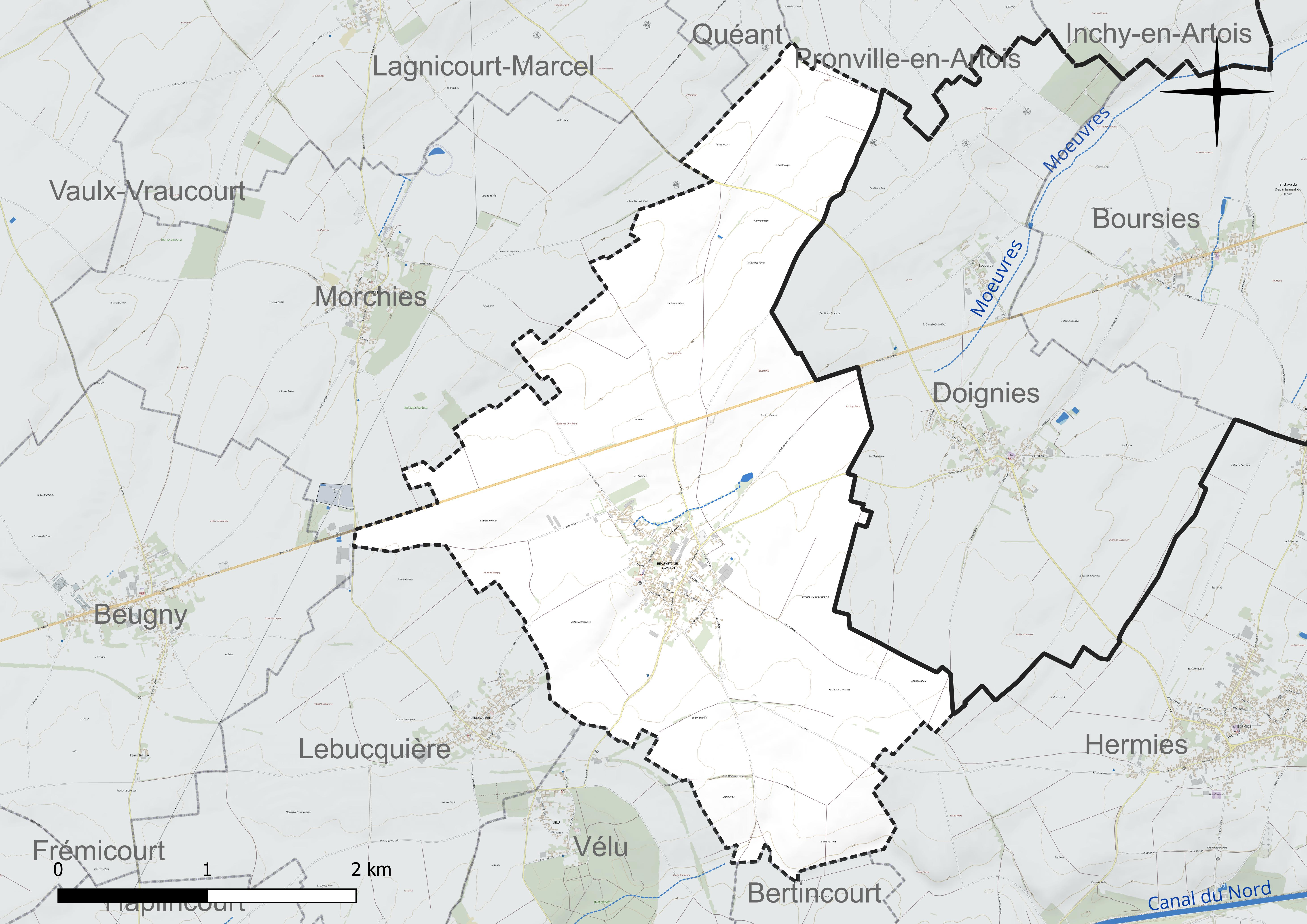
Réseau hydrographique de Beaumetz-lès-Cambrai.

### Climat
Pour des articles plus généraux, voir Climat des Hauts-de-France et Climat du Pas-de-Calais.
En 2010, le climat de la commune est de type climat océanique dégradé des plaines du Centre et du Nord, selon une étude du CNRS s'appuyant sur une série de données couvrant la période 1971-2000. En 2020, Météo-France publie une typologie des climats de la France métropolitaine dans laquelle la commune est exposée à un climat océanique et est dans la région climatique Nord-est du bassin Parisien, caractérisée par un ensoleillement médiocre, une pluviométrie moyenne régulièrement répartie au cours de l'année et un hiver froid (3 °C).
Pour la période 1971-2000, la température annuelle moyenne est de 10,1 °C, avec une amplitude thermique annuelle de 14,6 °C. Le cumul annuel moyen de précipitations est de 709 mm, avec 11,8 jours de précipitations en janvier et 8,7 jours en juillet. Pour la période 1991-2020, la température moyenne annuelle observée sur la station météorologique la plus proche, située sur la commune de Wancourt à 16 km à vol d'oiseau, est de 10,8 °C et le cumul annuel moyen de précipitations est de 711,4 mm,. Pour l'avenir, les paramètres climatiques de la commune estimés pour 2050 selon différents scénarios d'émission de gaz à effet de serre sont consultables sur un site dédié publié par Météo-France en novembre 2022.

### Paysages
Pour un article plus général, voir Paysage en France.
La commune s'inscrit dans les « paysages des grandes plaines arrageoises et cambrésiennes » tels qu'ils sont définis dans l'atlas de paysages de la région Nord-Pas-de-Calais, conçu par la direction régionale de l'Environnement, de l'Aménagement et du Logement (DREAL),.
Ces « paysages des grandes plaines arrageoises et cambrésiennes », qui concernent 238 communes, sont constitués de 80,36 % de cultures, de 8,01 % d'espaces artificialisés avec les communes principales de Cambrai, Caudry, Bapaume et Avesnes-le-Comte, de 7,25 % de prairies naturelles, permanentes, de 3,19 % de forêts et de milieux semi-naturels, 0,77 % de friches industrielles, de 0,38 % de cours d'eau et plan d'eau et de 0,04 % d’espaces industriels. Ces paysages sont dominés par les « grandes cultures » de céréales et de betteraves industrielles qui représentent 70 % de la surface agricole utilisée (SAU).

## Urbanisme

### Typologie
Au 1er janvier 2024, Beaumetz-lès-Cambrai est catégorisée commune rurale à habitat dispersé, selon la nouvelle grille communale de densité à sept niveaux définie par l'Insee en 2022.
Elle est située hors unité urbaine et hors attraction des villes,.

### Occupation des sols
L'occupation des sols de la commune, telle qu'elle ressort de la base de données européenne d'occupation biophysique des sols Corine Land Cover (CLC), est marquée par l'importance des territoires agricoles (94,4 % en 2018), une proportion sensiblement équivalente à celle de 1990 (94,6 %). La répartition détaillée en 2018 est la suivante : 
terres arables (94,4 %), zones urbanisées (5,6 %). L'évolution de l'occupation des sols de la commune et de ses infrastructures peut être observée sur les différentes représentations cartographiques du territoire : la carte de Cassini (XVIIIe siècle), la carte d'état-major (1820-1866) et les cartes ou photos aériennes de l'IGN pour la période actuelle (1950 à aujourd'hui).

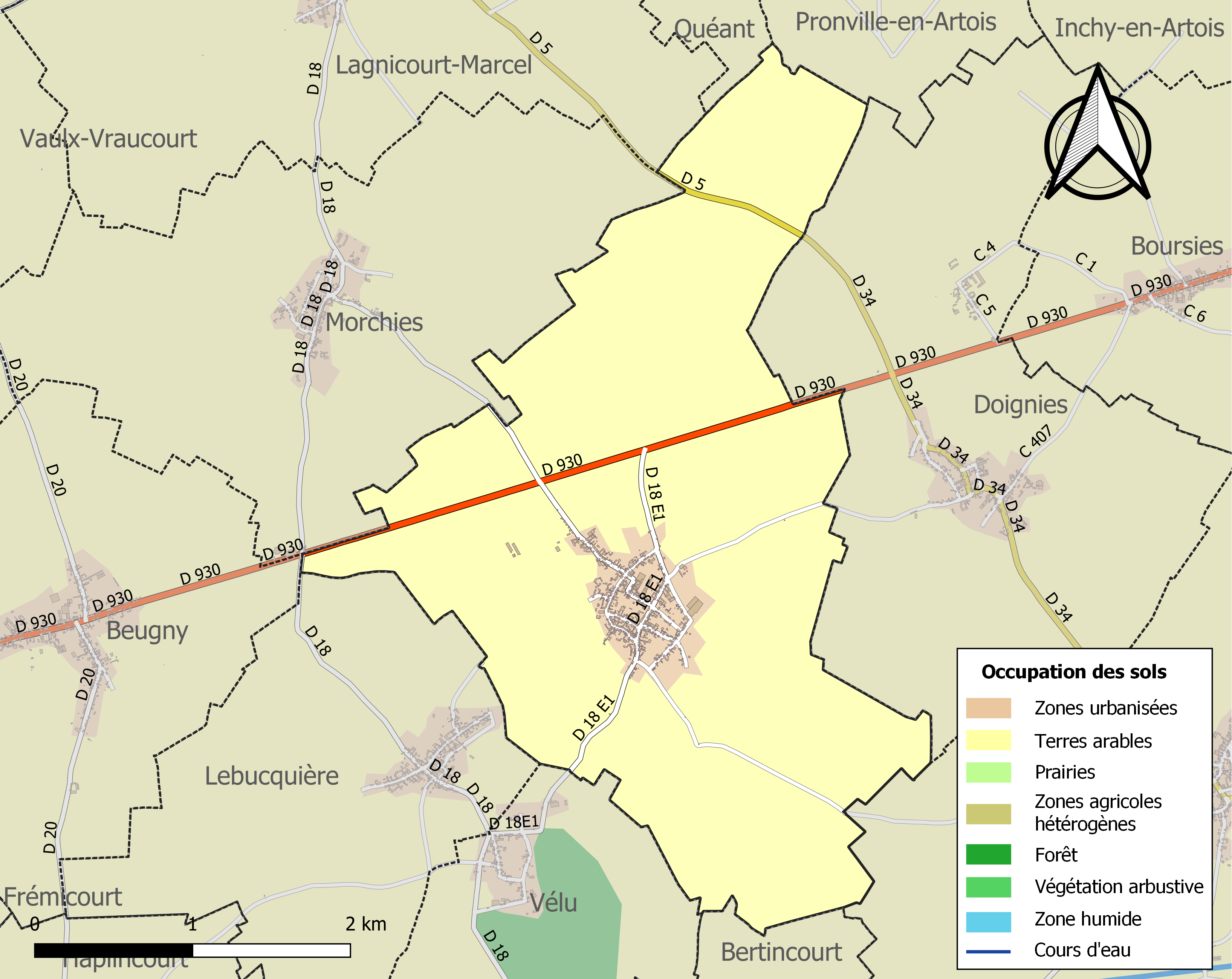
Carte des infrastructures et de l'occupation des sols de la commune en 2018 (CLC).

### Voies de communication et transports

#### Voies de communication
La commune est desservie par la route départementale D 18 et la D 930 qui relie Cambrai et Bapaume et est située à 10 km de la sortie no 14 de l'autoroute A1 reliant Paris à Lille.

#### Transport ferroviaire
La commune se trouve, à 20 km de la gare de Cambrai, située sur la ligne de Saint-Just-en-Chaussée à Douai, desservie par des trains TER Hauts-de-France et à 27 km de la gare d'Arras, située sur la ligne de Paris-Nord à Lille, desservie par des TGV inOui et des trains régionaux du réseau TER Hauts-de-France.

## Toponymie
Le nom de la localité est attesté sous les formes Bellus mansus en 1058 ; Belmees en 1111 ; Pulcher mansus en 1153 ; Balmeis en 1189 ; Biaumeis en 1202 ; Biaumé en 1220 ; Biaumes en 1255 ; Byaumes en 1287 ; Beaumez en Cambresis en 1410 ; Beaumetz lès Cambrésis en 1528 ; Beaumé au XVIIIe siècle; Beaumetz en 1793 ; Beaumetz-lès-Cambrai depuis 1801.
Comme pour les autres Beaumetz de la région, son toponyme viendrait de l'oïl bel, beau + més « manse, ferme » donnant la « belle maison ». Fut ajouté à partir du XIXe siècle, lès-Cambrai, montrant la proximité de la commune par rapport à Cambrai (lès signifiant « près de »), et afin de la différencier de ses homonymes ; Beaumetz-lès-Aire et Beaumetz-lès-Loges.

## Histoire
En 1202, Hugues de Beaumetz, père de Gilles Ier de Beaumetz, participe à la quatrième croisade. Son nom figure dans la deuxième salle des croisades du château de Versailles.
En 1765, Beaumetz est un domaine qui appartient à un très grand seigneur : le prince de Soubise Charles de Rohan-Soubise.
La commune est décorée de la croix de guerre 1914-1918 par décret du 23 septembre 1920, distinction également attribuée à 276 autres communes du Pas-de-Calais.

## Politique et administration

### Découpage territorial
La commune se trouve dans l'arrondissement d'Arras du département du Pas-de-Calais.

#### Commune et intercommunalités
La commune est membre de la communauté de communes du Sud-Artois qui regroupe 64 communes et totalise 27 059 habitants en 2021.

#### Circonscriptions administratives
La commune est rattachée au canton de Bapaume.

#### Circonscriptions électorales
Pour l'élection des députés, la commune fait partie de la première circonscription du Pas-de-Calais.

### Élections municipales et communautaires

#### Liste des maires
| Période                                  | Période                      | Identité         | Étiquette      | Qualité                              |
| ---------------------------------------- | ---------------------------- | ---------------- | -------------- | ------------------------------------ |
| Les données manquantes sont à compléter. |                              |                  |                |                                      |
| 1977                                     | 1983                         | Gérard Boquillon | Sans étiquette |                                      |
| 1983                                     | 2020                         | Philippe Gorguet | UMP            | Réélu pour le mandat 2014-2020,      |
| 3 juillet 2020                           | En cours (au 1 février 2022) | Yannick Membré   |                | Agriculteur sur petite exploitation, |

## Équipements et services publics

### Justice, sécurité, secours et défense
La commune dépend du tribunal judiciaire d'Arras, du conseil de prud'hommes d'Arras, de la cour d'appel de Douai, du tribunal de commerce d'Arras, du tribunal administratif de Lille, de la cour administrative d'appel de Douai et du tribunal pour enfants d'Arras.

## Population et société

### Démographie
Les habitants de la commune sont appelés les Bellimansois.

#### Évolution démographique
Ses habitants sont appelés les Bellimansois (Beaumetz = « belle maison »).
L'évolution du nombre d'habitants est connue à travers les recensements de la population effectués dans la commune depuis 1793. Pour les communes de moins de 10 000 habitants, une enquête de recensement portant sur toute la population est réalisée tous les cinq ans, les populations de référence des années intermédiaires étant quant à elles estimées par interpolation ou extrapolation. Pour la commune, le premier recensement exhaustif entrant dans le cadre du nouveau dispositif a été réalisé en 2006.

En 2022, la commune comptait 536 habitants, en évolution de −8,69 % par rapport à 2016 (Pas-de-Calais : −0,72 %, France hors Mayotte : +2,11 %).
| 1793  | 1800  | 1806  | 1821  | 1831  | 1836  | 1841  | 1846  | 1851  |
| ----- | ----- | ----- | ----- | ----- | ----- | ----- | ----- | ----- |
| 1 089 | 1 073 | 1 190 | 1 343 | 1 524 | 1 503 | 1 584 | 1 584 | 1 484 |

| 1856  | 1861  | 1866  | 1872  | 1876  | 1881  | 1886  | 1891  | 1896  |
| ----- | ----- | ----- | ----- | ----- | ----- | ----- | ----- | ----- |
| 1 458 | 1 425 | 1 408 | 1 398 | 1 372 | 1 238 | 1 240 | 1 228 | 1 269 |

| 1901  | 1906  | 1911  | 1921 | 1926 | 1931 | 1936 | 1946 | 1954 |
| ----- | ----- | ----- | ---- | ---- | ---- | ---- | ---- | ---- |
| 1 222 | 1 175 | 1 125 | 714  | 804  | 718  | 702  | 652  | 610  |

| 1962 | 1968 | 1975 | 1982 | 1990 | 1999 | 2006 | 2011 | 2016 |
| ---- | ---- | ---- | ---- | ---- | ---- | ---- | ---- | ---- |
| 582  | 566  | 536  | 482  | 516  | 541  | 526  | 607  | 587  |

| 2021 | 2022 | - | - | - | - | - | - | - |
| ---- | ---- | - | - | - | - | - | - | - |
| 548  | 536  | - | - | - | - | - | - | - |

#### Pyramide des âges
En 2018, le taux de personnes d'un âge inférieur à 30 ans s'élève à 37,4 %, soit au-dessus de la moyenne départementale (36,7 %). À l'inverse, le taux de personnes d'âge supérieur à 60 ans est de 21,9 % la même année, alors qu'il est de 24,9 % au niveau départemental.
En 2018, la commune comptait 284 hommes pour 292 femmes, soit un taux de 50,69 % de femmes, légèrement inférieur au taux départemental (51,5 %).
Les pyramides des âges de la commune et du département s'établissent comme suit.
| Hommes | Classe d’âge | Femmes |
| ------ | ------------ | ------ |
| 0,7    | 90 ou +      | 3,2    |
| 5,4    | 75-89 ans    | 6,4    |
| 14,3   | 60-74 ans    | 13,9   |
| 18,1   | 45-59 ans    | 16,7   |
| 25,8   | 30-44 ans    | 20,8   |
| 15,1   | 15-29 ans    | 12,0   |
| 20,6   | 0-14 ans     | 27,0   |

| Hommes | Classe d’âge | Femmes |
| ------ | ------------ | ------ |
| 0,5    | 90 ou +      | 1,6    |
| 5,6    | 75-89 ans    | 8,9    |
| 16,7   | 60-74 ans    | 18,1   |
| 20,2   | 45-59 ans    | 19,2   |
| 18,9   | 30-44 ans    | 18,1   |
| 18,2   | 15-29 ans    | 16,2   |
| 19,9   | 0-14 ans     | 17,9   |

## Culture locale et patrimoine

### Lieux et monuments
- Les deux cimetières militaires britanniques situés sur le territoire de la commune: Beaumetz Cross Roads Cemetery près de la chapelle Notre-Dame de Lourdes et Beaumetz-les-Cambrai Military Cemetery N°1 près de la route nationale.
- L'église Saint-Géry.
- La chapelle Notre-Dame de Lourdes. Elle est appelée "la Capelette" par les habitants car elle est la sépulture de l'abbé Capelle, curé du village pendant 30 ans. La première chapelle bâtie en 1909 a été détruite en 1917 ; celle-ci a été reconstruite en 1932.
- Le monument aux morts[38].

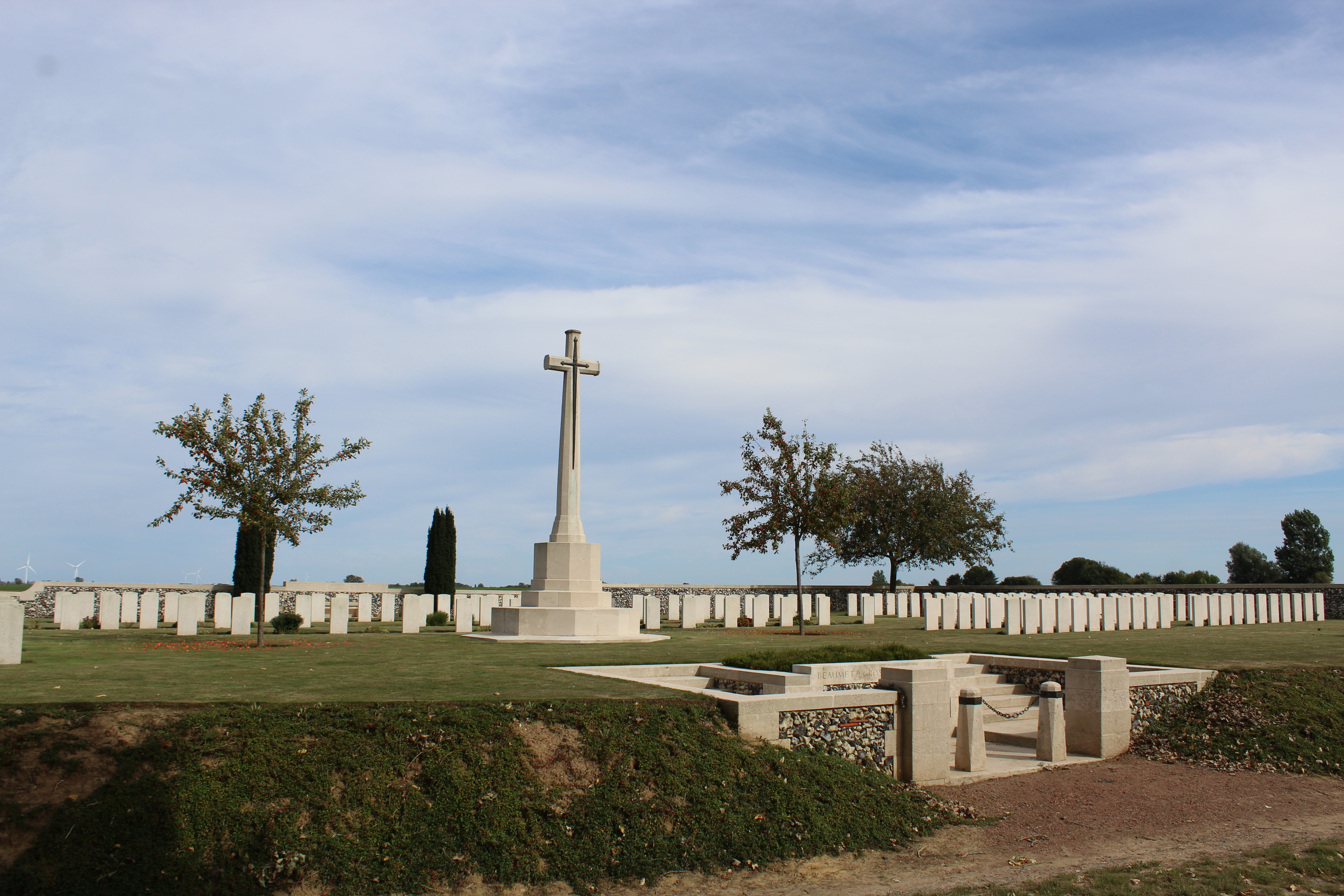
Beaumetz Cross Roads Cemetery.
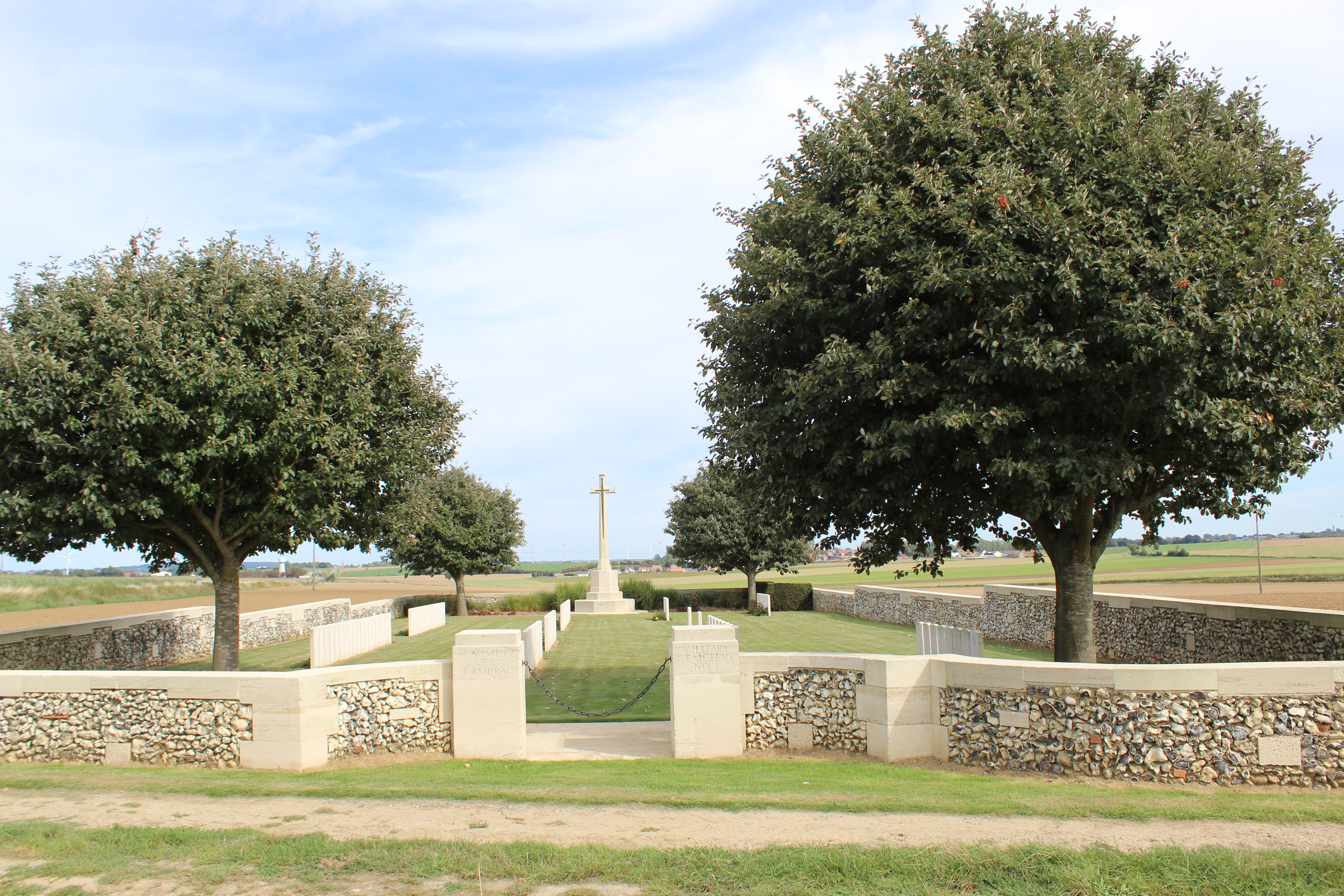
Beaumetz-les-Cambrai Military Cemetery no 1
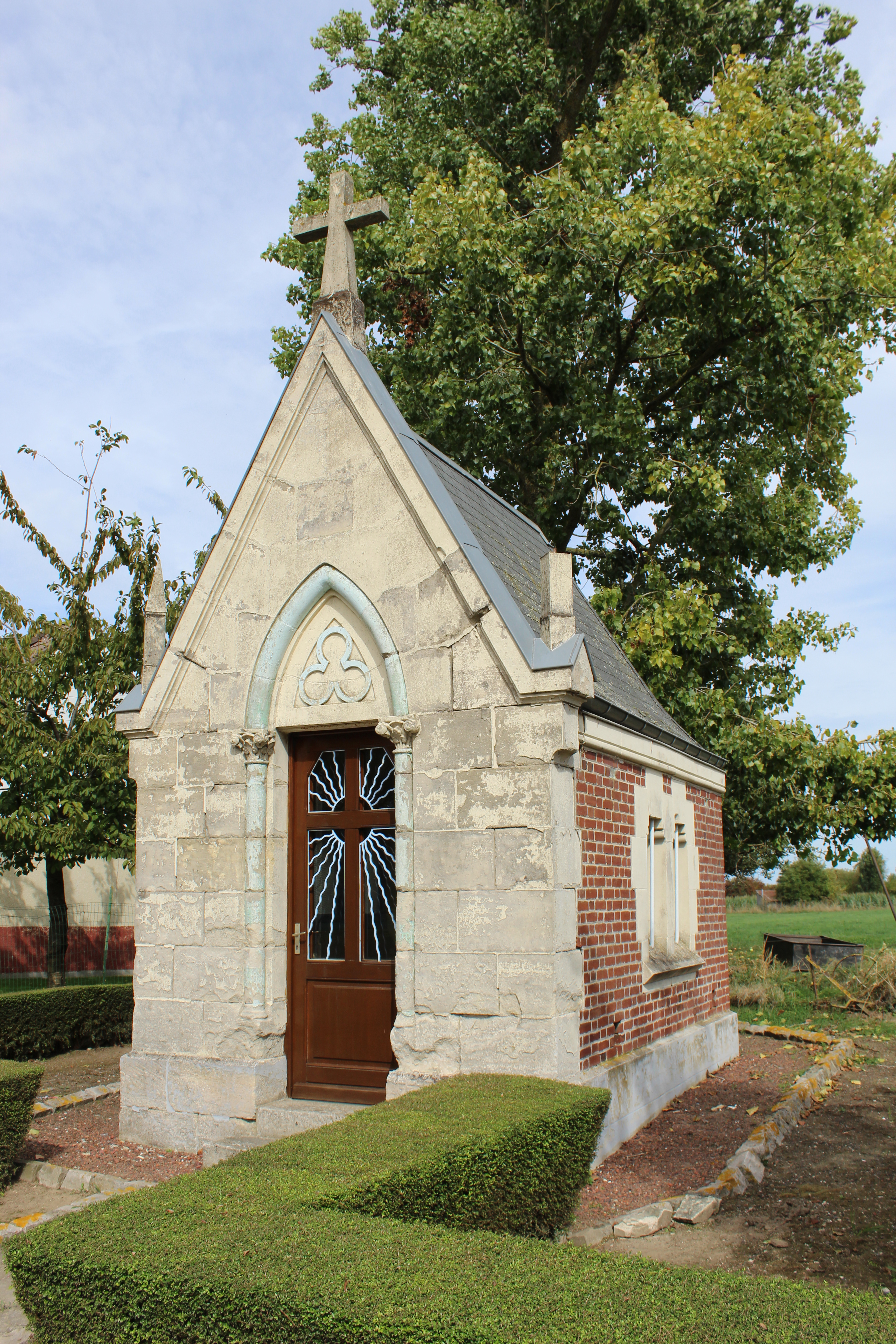
La chapelle.

### Héraldique
| Blason de Beaumetz-lès-Cambrai | Blason  | De gueules à la croix engrelée d'or. |
| Blason de Beaumetz-lès-Cambrai | Détails | Adopté par la municipalité.          |

## Pour approfondir